# Afreumenes erythrosoma
Afreumenes erythrosoma är en stekelart som först beskrevs av Giordani Soika 1940.  Afreumenes erythrosoma ingår i släktet Afreumenes och familjen Eumenidae. Inga underarter finns listade i Catalogue of Life.